# Вайгалово
Вайгалово — река в России, протекает по территории сельского поселения Зареченск Кандалакшского района Мурманской области. Длина реки — 12 км.
Река берёт начало в 7 км к северо-востоку от бывшего железнодорожного разъезда Будасси и далее течёт преимущественно в южном направлении.
Река в общей сложности имеет 18 малых притоков суммарной длиной 25 км.
Впадает на высоте 37,2 м над уровнем моря в озеро Сенное, через которое протекает река Каменная, впадающая в Ковдозеро. Через последнее протекает река Ковда, впадающая, в свою очередь, в Белое море.
Населённые пункты на реке отсутствуют.
Код объекта в государственном водном реестре — 02020000612102000001296.